# James Dunwoody Bulloch
James Dunwoody Bulloch (n. 25 iunie 1823, Savannah, Georgia, SUA – d. 7 ianuarie 1901, Liverpool, Anglia, Regatul Unit al Marii Britanii și Irlandei) a fost agentul străin șef al Confederației în Marea Britanie în timpul Războiului Civil American. Cu sediul în Liverpool, el a organizat blocade și atacuri comerciali care au oferit Confederației singura sa sursă de valută. Bulloch a aranjat achiziționarea de către comercianții britanici de bumbac confederat, precum și expedierea de armament și alte provizii de război către Statele Confederate ale Americii. El a supravegheat și construirea sau achiziționarea mai multor nave concepute pentru a distruge transportul comercial al Statelor din Nord în timpul Războiului Civil, inclusiv CSS Florida, CSS Alabama⁠(d), CSS Stonewall și CSS Shenandoah. Datorită faptului că era agent secret confederat, Bulloch nu a fost inclus în amnistia generală care a venit după Războiul Civil și, prin urmare, a decis să rămână la Liverpool, unde a fost numit director al Colegiului Nautic din Liverpool și al Azilului pentru băieți orfani.
Fratele vitreg al lui Bulloch, Irvine Bulloch⁠(d), a fost un ofițer naval confederat, iar sora sa vitregă, Martha Bulloch Roosevelt⁠(d), a fost mama președintelui american Theodore Roosevelt și bunica paternă a primei doamne Eleanor Roosevelt.